# Opad atmosferyczny

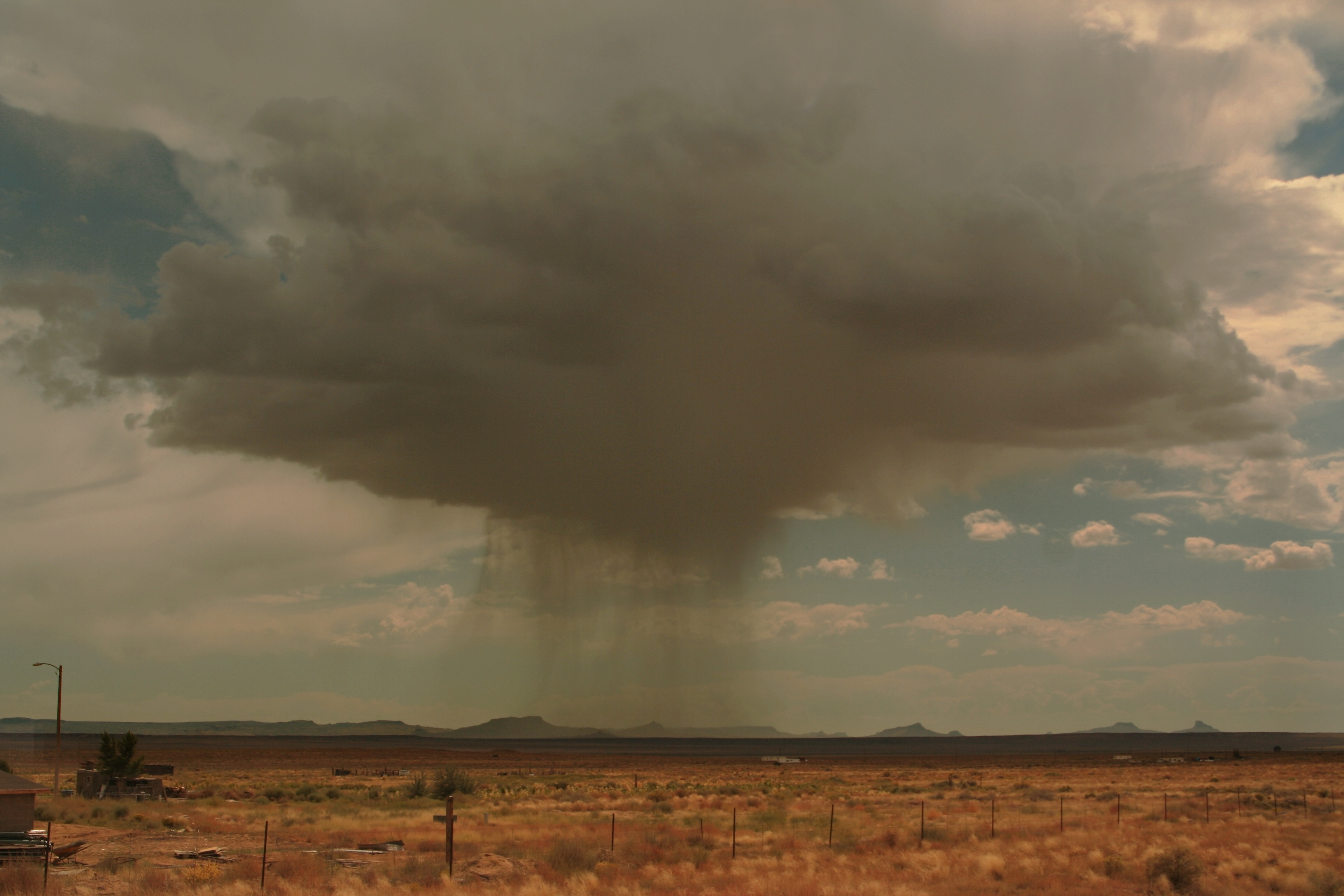
Widoczny na horyzoncie opad przelotny z chmury Stratocumulus cumulogenitus

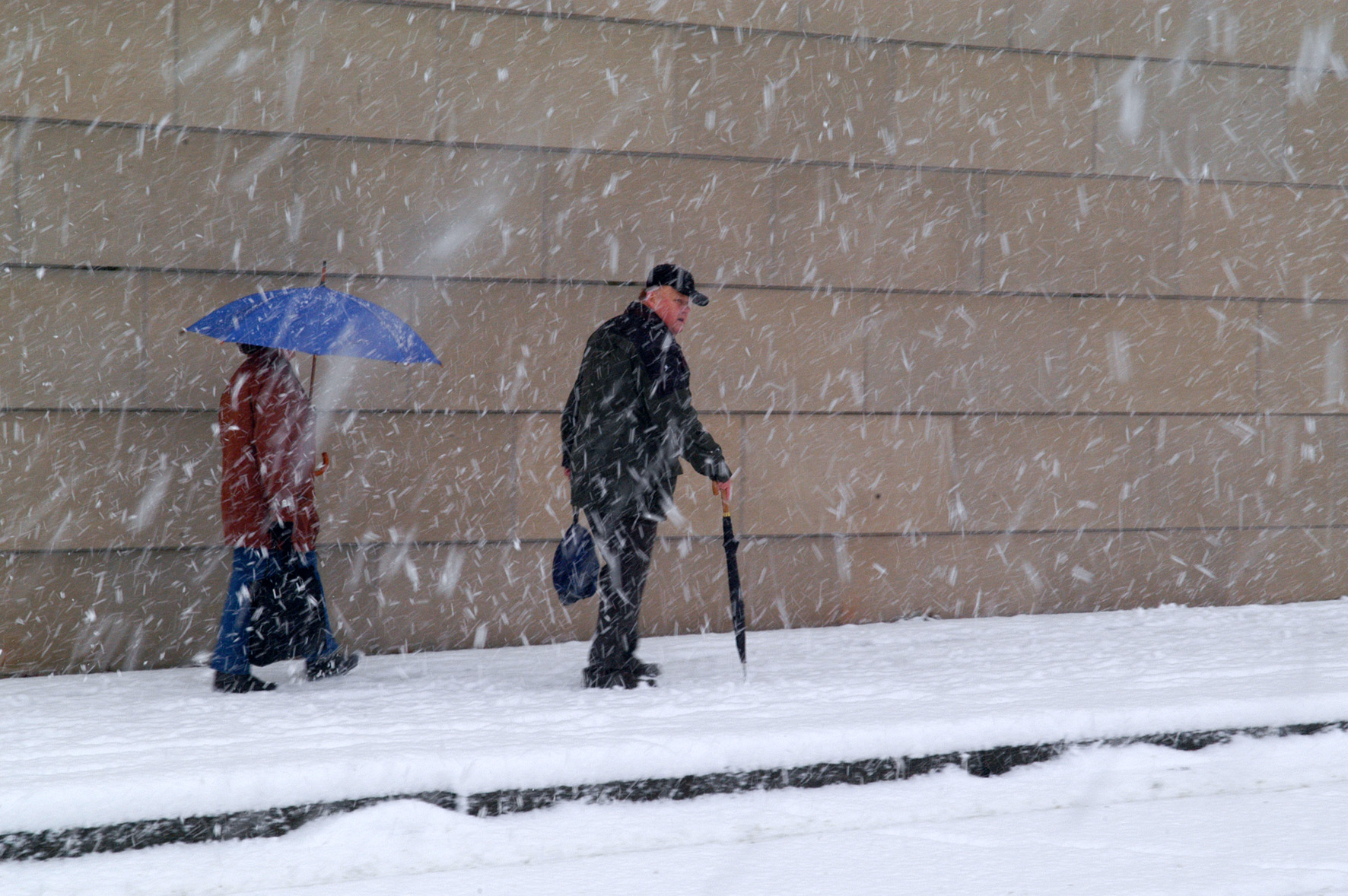
Opady śniegu w Dreźnie

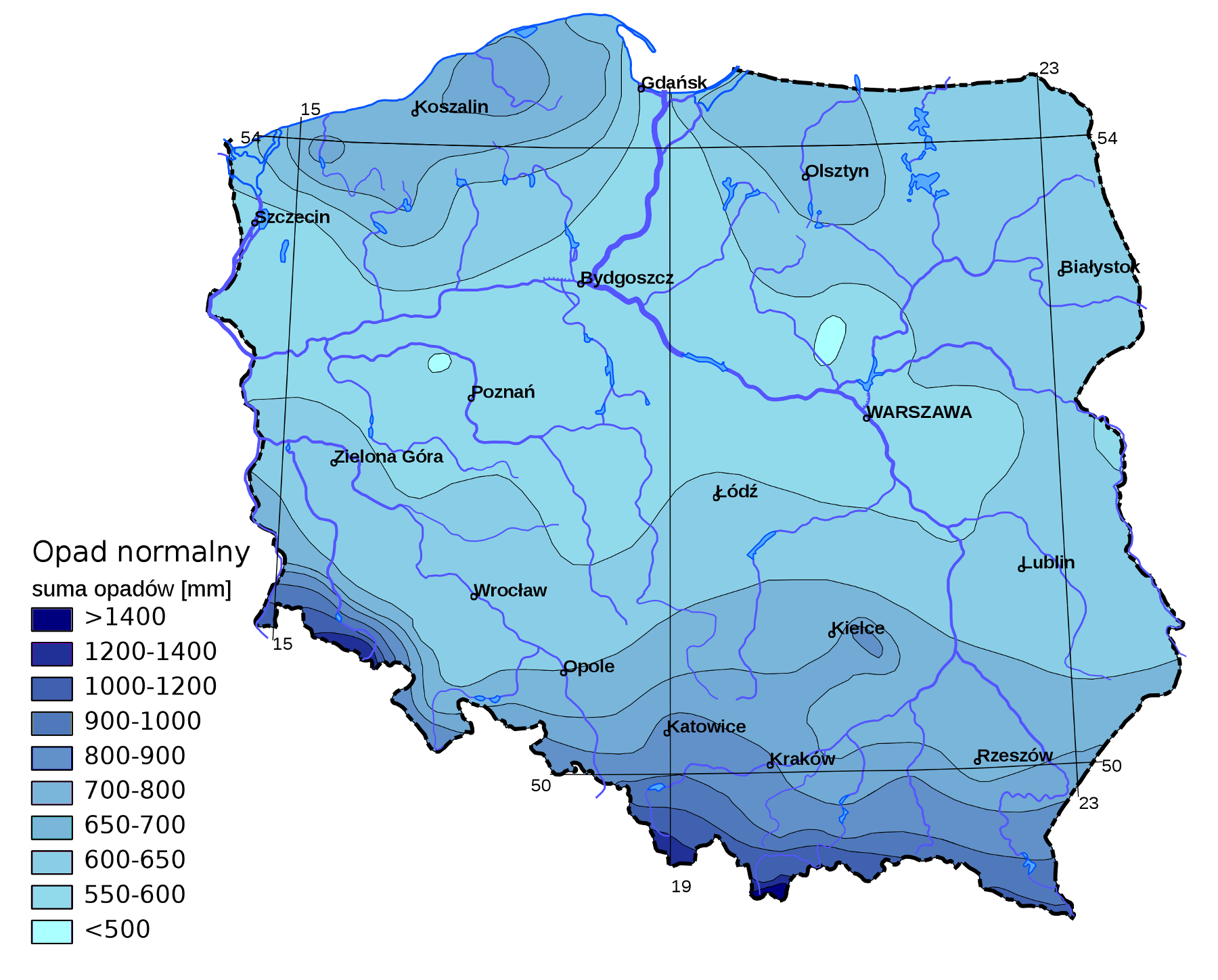
Przeciętne sumy opadu w Polsce. Lata 1971 - 2000

Opad atmosferyczny – ogół ciekłych lub stałych produktów kondensacji pary wodnej spadających z chmur na powierzchnię Ziemi, unoszących się w powietrzu oraz osiadających na powierzchni Ziemi i przedmiotach. Opady dzielimy na: osiadające - osady, unoszące się w powietrzu i spadające na powierzchnię ziemi. Do opadów spadających na powierzchnię ziemi zalicza się: deszcz, mżawkę, śnieg, krupy oraz grad. Opad, który nie dociera do powierzchni Ziemi, nazywa się virgą.

## Pomiar opadów
Wielkość opadów podaje się w milimetrach słupa wody lub litrach wody na metr kwadratowy (l/m2) powierzchni na dobę (wartości liczbowe pomiaru wyrażone w obu tych jednostkach są sobie równe). Innymi słowy, 1 mm opadu odpowiada 1 l wody rozlanemu na powierzchni 1 m².
W przypadku śniegu odpowiada to wodzie powstałej po jego stopieniu. Zwykle przy podawaniu wartości pomiaru dla aktualnej sytuacji pomijane jest określenie, że dotyczy on doby. 
Do pomiaru wysokości opadów stosuje się deszczomierz (pluwiometr). Do ciągłego zapisu opadu ciekłego i oceny jego intensywności w różnych odcinkach czasowych służy pluwiograf.

## Rodzaj opadów wraz z natężeniem w zależności od rodzaju chmur[5]
| hydrometeory    | As | Ns | Sc | St | Cu | Cb |
| --------------- | -- | -- | -- | -- | -- | -- |
| deszcz          | 1  | 2  | 1  |    | 1  | 3  |
| mżawka          |    |    | 1  | 2  |    |    |
| śnieg           | 1  | 3  |    |    |    | 3  |
| grad            |    |    |    |    |    | 3  |
| krupy śnieżne   |    |    | 2  |    | 2  | 3  |
| śnieg ziarnisty |    |    |    | 2  |    |    |
| ziarna lodowe   | 1  | 2  |    |    |    | 3  |
| Słupki lodowe   |    |    |    | 1  |    |    |

1-słabe, 2-umiarkowane, 3-silne

## Podział opadów
Ze względu na sposób opadania
- opady osiadające – osady (osad atmosferyczny) dzieli się na: rosa, szron, nalot płynny oraz stały tzw. "zamróz", szadź, gołoledź
- opady unoszące się w powietrzu: mgły i chmury, pył wodny, virga
- opady spadające na powierzchnię ziemi: deszcz, śnieg, krupy, grad

Ze względu na przyczyny rozróżniamy
- opad orograficzny
- opad konwekcyjny
- opad frontalny

Ze względu na czas trwania rozróżniamy
- opady ciągłe – trwają nieprzerwanie przynajmniej przez godzinę poprzedzającą termin obserwacji; padają z chmur stratocumulus, altostratus, nimbostratus pokrywających całe niebo,
- opady przelotne – charakteryzują się nagłym wystąpieniem i nagłym zanikiem, trwają krótko, a w okresach pomiędzy ich występowaniem pojawia się całkowicie bezchmurne niebo; padają z chmur cumulus i cumulonimbus,
- opady z przerwami – gdy niebo pozostaje całkowicie lub prawie całkowicie zachmurzone nawet wtedy, kiedy deszcz nie pada; padają z chmur stratocumulus i altostratus.

## Znaczenie opadów dla rolnictwa
- Niedobór opadów powoduje wysychanie gleby przez co rośliny nie mogą w łatwy sposób pobierać składników pokarmowych, wolniej się rozwijają, przedwcześnie dojrzewają przez co plony są obniżone. Prace agrotechniczne w wyschniętej jak nadmiernie wilgotnej ziemi są utrudnione. Długotrwały brak opadów doprowadza do zamierania roślin i nieurodzaju[3].
- Krótkie intensywne deszcze z chmur Cb z powodu wielkich kropel i bardzo wysokiego opadu w jednostce czasu są mniej pożądane niż opady długotrwałe, o mniejszej intensywności, które lepiej wsiąkają w glebę i nie wywołują intensywnej erozji wodnej gleby[3].
- Ważnym czynnikiem plonotwórczym jest właściwy rozkład opadów w czasie. Dobre plony zbóż uzyskuje się przy niewielkich opadach w zimie i wczesną wiosną, jednakże wyższe opady są potrzebne w czasie strzelania w źdźbło i kwitnienia w maju. Okopowe dla dobrego plonu potrzebują wyższych opadów od czerwca do sierpnia[3].
- Gradobicia są niebezpieczne szczególnie dla młodych roślin i podczas kwitnienia[3].
- Pokrywa śnieżna chroni glebę i rośliny przed niekorzystnymi czynnikami pogodowymi[3].

## Opady na innych planetach
- Wenus – z chmur złożonych z kwasu siarkowego padają kwaśne deszcze, nie docierają one jednak do powierzchni z uwagi na temperaturę.